# Jižní Kaskádový ledovec
Jižní Kaskádový ledovec (anglicky South Cascade Glacier) je velký horský ledovec v Severních Kaskádách v americkém státě Washington. Na východě hraničí s 2518 metrů vysokou horou Sentinel Peak a leží asi 27 kilometrů od hory Glacier Peak v divočině Glacier Peak. Voda z ledovce je odváděna do Jižního Kaskádového jezera, které je zdrojem jižního ramene řeky Cascade, která je přítokem řeky Skagit.
Ledovec nyní zkoumají glaciologové, kteří na něm studují dopad oteplování klimatu na tání ledovců. Mezi lety 1958 a 2009 se ledovec zmenšil o celou polovinu.